# Граціано Манчінеллі
Граціано Манчінеллі (італ. Graziano Mancinelli, 18 лютого 1937 — 8 грудня 1992) — італійський вершник.
Олімпійський чемпіон 1972 року в індивідуальному конкурі, бронзовий призер 1964 (командний конкур), 1972 (командний конкур) років, учасник 1968, 1976, 1984 років.
Срібний призер Чемпіонату світу з конкуру 1970 року в індивідуальному конкурі.
Чемпіон Європи з конкуру 1963 року в індивідуальному конкурі, бронзовий призер 1959 року в індивідуальному конкурі.